# Óscar Almendárez
Óscar Santiago Almendárez Martínez (Olanchito, Honduras, 13 de julio de 1992) es un futbolista hondureño. Juega de defensa y su equipo actual es el Olancho F. C. de la Liga Nacional de Honduras.

## Clubes
| Club                     | País     | Año       |
| ------------------------ | -------- | --------- |
| C. D. Olimpia Occidental | Honduras | 2013-2015 |
| Lepaera F. C.            | Honduras | 2015-2018 |
| C. D. Honduras Progreso  | Honduras | 2018-2019 |
| Santos F. C.             | Honduras | 2020      |
| Olancho F. C.            | Honduras | 2021-     |

## Palmarés

### Campeonatos nacionales
| Título                    | Club          | País     | Año  |
| ------------------------- | ------------- | -------- | ---- |
| Torneo Apertura (Ascenso) | Olancho F. C. | Honduras | 2021 |
| Torneo Clausura (Ascenso) | Olancho F. C. | Honduras | 2022 |